# جبهة دافئة

رمز الجبهة الدافئة

الجبهة الدافئة في علم الأرصاد الجوية هي جبهة هوائية تقع على طرف كتلة هوائية دافئة ومتجانسة.
تقع الجبهات الدافئة في مناطق أعرض من أخاديد الضغط الجوي المنخفض بالمقارنة مع الجبهة الباردة، بالتالي فإن التفاوت في درجة الحرارة عند حدوث الجبهة الدافئة يكون أكبر.
إن السحب المترافقة مع الجبهات الدافئة هي السحب الطبقية، ويزداد معدل سقوط الأمطار مع اقتراب الجبهة، كما يمكن أن ينتشر الضباب كنتيجة لذلك.
يرمز للجبهة الدافئة على خريطة الطقس بخط أحمر مع أنصاف دوائر تكون موجهة نحو اتجاه حركة الجبهة.

## جبهة حارة
الجبهة حارة هي السطح الفاصل بين كتلتين إحداهما حارة والأخرى باردة، بحيث تكون الكتلة الحارة هي التي تتقدم تجاه منطقة ما على حساب الهواء البارد المتراجع أمامها، وفي هذه الحالة إن سطح الانفصال يكون مائلاً تجاه الهواء البارد بزاوية ميل مقدارها 0.5 - 1 درجة، ويأخذ الهواء الحار بالصعود فوق الهواء البارد متسلقاً سطح الجبهة، ونتيجة ميل الجبهة الحارة الضعيف جداً إن الغيوم تبدأ بالظهور قبل أن تصل الجبهة إلى سطح الأرض بحوالي 12 ساعة.

## اقرأ أيضاً
- جبهة هوائية
- جبهة باردة
- جبهة مقفلة